# Korstjärnen, Dalarna
Korstjärnen är en sjö i Ludvika kommun i Dalarna och ingår i Norrströms huvudavrinningsområde. Sjön har en area på 0,08 kvadratkilometer och ligger 284,7 meter över havet.

## Delavrinningsområde
Korstjärnen ingår i det delavrinningsområde (667774-144110) som SMHI kallar för Ovan Gänsån. Medelhöjden är 306 meter över havet och ytan är 57,49 kvadratkilometer. Räknas de 9 avrinningsområdena uppströms in blir den ackumulerade arean 197,23 kvadratkilometer. Kolbäcksån som avvattnar avrinningsområdet har biflödesordning 3, vilket innebär att vattnet flödar genom totalt 3 vattendrag innan det når havet efter 293 kilometer. Avrinningsområdet består mestadels av skog (78 procent). Avrinningsområdet har 0,42 kvadratkilometer vattenytor vilket ger det en sjöprocent på 0,7 procent.